# Beta Gruis
Désignations
Beta Gruis (β Gru / β Gruis), formellement nommée Tiaki, est une étoile variable de deuxième magnitude de la constellation de la Grue. D'après la mesure de sa parallaxe annuelle par le satellite Hipparcos, elle est située à environ ∼ 177 a.l. (∼ 54,3 pc) de la Terre.
Beta Gruis est une étoile géante rouge de type spectral M4,5 III, qui est située sur la branche asymptotique des géantes. C'est une étoile variable semi-régulière de sous-type SRb dont la magnitude apparente varie entre 1,9 et 2,3. On lui a détecté un grand nombre de périodes de variation : 
| Période (jours)  | 28,1  | 37,1  | 37,7  | 38,5  | 39,2  | 39,7  | 105,6 | 232,6 |
| Amplitude (mag.) | 0,031 | 0,057 | 0,033 | 0,054 | 0,033 | 0,083 | 0,042 | 0,039 |

La masse de l'étoile est estimée à environ trois fois celle du Soleil, et sa température de surface vaut approximativement 3 400 K. Sa luminosité totale est égale à environ 3 900 fois celle du Soleil et son diamètre est égal à environ 0,8 ua.
Le nom Tiaki est officialisé par l'Union Astronomique Internationale le 5 septembre 2017.